# Хейнрот, Оскар
Оскар Хейнрот употребляется транскрипция Хайнрот (нем. Oskar Heinroth; 1 марта 1871 — 31 мая 1945) — немецкий биолог, одним из первых предложивший применение методов сравнительной морфологии к поведению животных, и, таким образом, ставший одним из основателей этологии.

## Биография
Родился в Майнц-Кастеле. Он начал свои исследования поведения уток и гусей во время работы в качестве научного сотрудника с 1898 по 1913 год. Он впоследствии стал директором Берлинского аквариума. Эту должность он занимал в течение более 30 лет. Был женат на герпетологе Катарине Хейнрот в девичестве Бергер, работавшей в Берлинском зоопарке. Скончался в Берлине 31 мая 1945 года.

### Научная деятельность
Обширные исследования поведения отряда Гусеобразных (утки и гуси) показали, что инстинктивные модели поведения могут быть сопоставлены с систематическими отношениями, определенными на основании морфологических признаков. Кроме того, Хайнрот вновь переоткрыл явление импринтинга, которое впервые описал Дуглас Сполдинг в XIX веке, но чьё открытие было забыто. Результаты Хейнрота популяризировал его ученик Конрад Лоренц. Он считал Хейнрота истинным основателем исследований поведения животных как зоологической дисциплины.

## Семья
- Первая жена (c 1904) — Магдалена в девичестве Вибе (Magdalena Wiebe, 1883—1932[1]), младшая дочь инженера Адольфа Вибе[нем.] (1826—1908), была соавтором основной работы мужа «Птицы Средней Европы».
- Вторая жена (с 1933) — Катарина[нем.] в девичестве Бергер (1897—1989)

## Научные труды
- Beiträge zur Biologie, namentlich Ethologie und Psychologie der Anatiden. In: Verhandlungen des V. Internationalen Ornithologen-Kongresses in Berlin, 30. Mai bis 4. Juni 1910. Deutsche Ornithologische Gesellschaft, Berlin 1911, S. 559—702.
- Oskar Heinroth, Magdalena Heinroth: Die Vögel Mitteleuropas. In allen Lebens- und Entwicklungsstufen photographisch aufgenommen und in ihrem Seelenleben bei der Aufzucht vom Ei ab beobachtet, 4 Bände, Bermühler, Berlin 1924—1934.
- Aus dem Leben der Vögel. Durchgesehen und ergänzt von Katharina Heinroth. 2. verbesserte Auflage, Springer, Berlin, Göttingen, Heidelberg 1955 (= Verständliche Wissenschaft, Naturwissenschaftliche Abteilung, Bd. 34), englische Ausgabe 1958.

### Русские переводы
- Оскар Хейнрот. Из жизни птиц (перевод с немецкого Н. А. Гладкова). М.: Гос. из-во Иностранной литературы. 1947. 214 с. (оригинал Aus dem Leben der Vögel, 1938)